# Episodi de Le inchieste di Padre Dowling (prima stagione)
La prima stagione della serie televisiva Le inchieste di Padre Dowling, composta da 8 episodi, è stata trasmessa in prima TV nel 1989.
| nº | Titolo originale                     | Titolo italiano                       | Prima TV USA | Prima TV Italia |
| -- | ------------------------------------ | ------------------------------------- | ------------ | --------------- |
| 1  | The Missing Body Mystery: Part 1     | Il cadavere scomparso (prima parte)   | 1989         |                 |
| 2  | The Missing Body Mystery: Part 2     | Il cadavere scomparso (seconda parte) | 1989         |                 |
| 3  | What Do You Call A Call Girl Mystery | Indizi inesistenti                    | 1989         |                 |
| 4  | The Man Who Came To Dinner Mystery   | Un testimone scomodo                  | 1989         |                 |
| 5  | The Mafia Priest Mystery: Part 1     | Cosa Nostra (prima parte)             | 1989         |                 |
| 6  | The Mafia Priest Mystery: Part 2     | Cosa Nostra (seconda parte)           | 1989         |                 |
| 7  | The Face In The Mirror Mystery       | La pecora nera                        | 1989         |                 |
| 8  | The Pretty Baby Mystery              | Il mistero di Pretty                  | 1989         |                 |